# Hòa Long (phường)
Hòa Long là một phường thuộc thành phố Bắc Ninh, tỉnh Bắc Ninh, Việt Nam.

## Địa lý
Phường Hòa Long nằm ở phía bắc thành phố Bắc Ninh, bên dòng sông Cầu, có vị trí địa lý:
- Phía nam giáp các phường Vạn An và Vũ Ninh
- Các phía còn lại giáp tỉnh Bắc Giang qua sông Cầu.

Phường có diện tích 8,91 km², dân số năm 2018 là 21.035 người, mật độ dân số đạt 2.361 người/km².

## Lịch sử
Trước đây, Hòa Long là một xã thuộc huyện Yên Phong.
Ngày 9 tháng 4 năm 2007, Chính phủ ban hành Nghị định 60/2007/NĐ-CP. Theo đó, sáp nhập xã Hòa Long vào thành phố Bắc Ninh.
Ngày 16 tháng 10 năm 2019, Ủy ban thường vụ Quốc hội ban hành Nghị quyết số 787/NQ-UBTVQH14 (nghị quyết có hiệu lực từ ngày 1 tháng 12 năm 2019). Theo đó, thành lập phường Hòa Long trên cơ sở toàn bộ 8,91 km² diện tích tự nhiên và 21.035 người của xã Hòa Long.
Ngày 27 tháng 12 năm 2019, chuyển 7 thôn thuộc xã Hòa Long cũ thành 7 khu phố có tên tương ứng.

## Hành chính
Phường Hòa Long được chia thành 7 khu phố: Quả Cảm, Đẩu Hàn, Hữu Chấp, Viêm Xá, Xuân Đồng, Xuân Viên, Xuân Ái.

## Di tích

### Đình Diềm
Đình Diềm là công trình kiến trúc quy mô to lớn vào bậc nhất ở vùng Kinh Bắc. Ngay từ năm 1964, đình Diềm đã được công nhận danh hiệu di tích kiến trúc nghệ thuật cấp Quốc gia. Hai di vật quý báo nhất của đình còn lưu giữ hiện nay là chiếc cửa võng và chiếc nhang án thờ ở gian giữa. Đây có thể được liệt vào danh mục những bảo vật quốc gia. Ca dao vùng Kinh Bắc có câu:
Thứ nhất là đình Đông Khang
Thứ nhì đình Bảng, vẻ vang đình Diềm
Đình Diềm là di tích lịch sử văn hóa lâu đời trên địa bàn phường Hòa Long, thành phố Bắc Ninh. Cũng giống như các làng cổ khác thuộc lưu vực sông Cầu, sông Thương, sông Cà Lồ. Làng Diềm thờ đức thánh Tam Giang – những vị tướng nổi tiếng trung quân ái quốc dưới thời Triệu Việt Vương.
Theo truyền thuyết thánh Tam Giang: Ngày xưa ở làng Vân Mẫu, thành phố Bắc Ninh có một người con gái tên là Phùng Từ Nhan. Năm 18 tuổi, Từ Nhan chiêm bao thấy thần Long từ trên trời hạ xuống quấn mình trên sông Lục Đầu, sau đó bà mang thai 14 tháng và sinh hạ được cái bọc 5 con: 4 trai 1 gái. Do là con trời ban cho nên bà lấy họ Trương của Ngọc Hoàng đặt cho các con là Trương Hống, Trương Hát, Trương Lừng, Trương Lẫy và Trương Đạm Nương. Thời gian sau đó, Ngọc Hoàng sai Lã Tiên Ông xuống trần dạy văn võ cho 5 người con tại bãi Tràng Học gần nhà Cổ Trạch. Năm anh em đều văn võ song toàn, lớn lên hưởng ứng lời kêu gọi của Triệu Việt Vương, họ xung phòng làm tướng tiến đánh giặc Lương ở đầm Dạ Trạch và giành thắng lợi lớn. Trương Hống được phong tướng trấn giữ làng Tiên Tảo (Sóc Sơn, Hà Nội), Trương Hát được phong tướng trấn giữ làng Tam Lư (Từ Sơn, Bắc Ninh).
Khi Triệu Quang Phục lên ngôi vua, Lý Phật Tử đã đem quân đánh lại nhưng không thắng, bèn dùng kế cầu hôn gả con. Trương Hống và Trương Hát đã can Triệu Việt Vương nhưng Vua không nghe nên bị mắc mưu rồi bị đánh bại. Lý Phật Tử đoạt được ngôi vua, biết các ông là tướng tài giỏi bèn cho người mời ra làm quan. Song các ông nhất lòng trung quân, mắng lại rằng: "Tôi trung chẳng thờ hai vua, huống hồ hắn là kẻ vong ơn bội nghĩa?" Biết không thể khuất phục được, Lý Phật tử lệnh truy bắt các ông khắp nơi. Các ông biết không thoát được liền tự vẫn ở dòng sông Cầu để giữ trọn tấm lòng trung với vua. Ngọc Hoàng Thượng đế cảm thương đã sắc phong Trương Hống, Trương Hát làm thần sông. Nhân dân 372 làng dọc theo sông Cầu và các nơi hai ông từng đóng quân đánh giặc đều thương tiếc, lập đền thờ làm Thần. Các triều đại nhà Ngô, Đinh, Lê, Lý sau đó được âm phù giữ yên bờ cõi nên đều phong anh em họ Trương là Đức thánh Tam Giang - đại vương thượng đẳng thần. Thánh Tam Giang còn gắn liền với huyền thoại ra đời tác phẩm Nam quốc sơn hà, bản tuyên ngôn độc lập đầu tiên của người Việt.